# Старая Мушта
Старая Мушта (баш. Иҫке Мошто) — село в Краснокамском районе Республики Башкортостан Российской Федерации. Входит в состав Новоянзигитовского сельсовета.

## География

### Географическое положение
Находится на берегу реки Белой.
Расстояние до:
- районного центра (Николо-Берёзовка): 55 км,
- ближайшей ж/д станции (Нефтекамск): 45 км.

## История
Село было основано в середине XIX века башкирами деревни Татышево (Старотатышево) Киргизской волости Бирского уезда Оренбургской губернии на собственных вотчинных землях.
Административный центр упразднённого в 2008 году Старомуштинского сельсовета.

## Население
| 2002 | 2009 | 2010 |
| ---- | ---- | ---- |
| 25   | ↗652 | ↘563 |

Национальный состав
Согласно переписи 2002 года, преобладающая национальность — башкиры (74 %).